# 北俁站
北俁站（日语：／ Kitamata eki */?）是位於鹿兒島縣曾於市財部町，屬於九州旅客鐵道（JR九州）的日豐本線車站。本站位處山區，附近民居稀疏，因此近年的每日乘車人數大約只有2至3名。

## 車站構造

### 站房
本站採用簡易車站模式，設有簡易式站房一座，與五十市與青井岳的站房為同一類型。站房位於路軌北端。左側為設有膠版的開放式候車亭；右側為儲物室，中央為玄關位及開放式閘口。通過閘口後，先步行上至1號月台，如須前往2號月台，轉到達1號月台後往左側再沿行人天橋前往月台。站房右方設有一座單車停泊所，再稍遠亦有一座以水泥建成的線道信號控制室。

### 月台
建於路堤上，設有側式月台2座，有效長度為5輛。兩個月台之間以行人天橋連接。除了2號月台近行人天橋口設有一座沒有座椅的有蓋候車亭外，其餘便沒有任何的配套設施。
| 月台 | 路線      | 上下行 | 方向           |
| ---- | --------- | ------ | -------------- |
| 1    | ■日豐本線 | 上行   | 都城、宮崎方向 |
| 2    | ■日豐本線 | 下行   | 鹿兒島中央方向 |

## 歷史
- 1931年11月1日：日本國有鐵道（國鐵）國都東線由財部伸延至大隅大川原，本站以中途站開業[1]。
- 1979年10月1日：隨著南宮崎至鹿兒島站之間引入CTC，成為無人車站，終止行李起卸業務。
- 1987年4月1日：隨國鐵分割民營化，車站由九州旅客鐵道（JR九州）營運。
- 1993年：

- 8月6日：受平成5年8月豪雨影響，西都城站至鹿兒島站一段停駛。
- 9月19日：隨西都城～大隅大川原重開而復運。

## 使用狀況
在2015年度，1日平均乘車人次為2人。自2016年度起，JR九州只公佈使用人數首300個車站的人數，本站遠遠未達至公佈實質人數的門檻。
| 年度 | 1日平均 乘車人次 | 1日平均 上下車人次 |
| ---- | ---------------- | ------------------ |
| 2007 | 4                | 8                  |
| 2008 | 2                | 4                  |
| 2009 | 1                | 3                  |
| 2010 | 1                | 3                  |
| 2011 | 2                | 5                  |
| 2012 | 1                | 2                  |
| 2013 | 2                | 4                  |
| 2014 | 2                | 4                  |
| 2015 | 2                | 5                  |

## 相鄰車站
九州旅客鐵道
■日豐本線
■特急「霧島」
通過
■普通列車
財部－北俁－大隅大川原

## 外部連結
- JR九州北俁站 （页面存档备份，存于）